# Мронгово (гміна)
Гміна Мронгово (пол. Gmina Mrągowo) — сільська гміна у північній Польщі. Належить до Мронговського повіту Вармінсько-Мазурського воєводства.
Станом на 31 грудня 2011 у гміні проживало 7893 особи.

## Територія
Згідно з даними за 2007 рік площа гміни становила 294.87 км², у тому числі:
- орні землі: 61.00%
- ліси: 19.00%

Таким чином, площа гміни становить 27.68% площі повіту.

## Населення
Станом на 31 грудня 2011:
| Опис     | Загалом | Загалом | Чоловіки | Чоловіки | Жінки | Жінки |
| -------- | ------- | ------- | -------- | -------- | ----- | ----- |
| одиниця  | осіб    | %       | осіб     | %        | осіб  | %     |
| все      | 7893    | 100     | 3943     | 49.96    | 3950  | 50.04 |
| міське   | 0       | 100     | 0        |          | 0     |       |
| сільське | 7893    | 100     | 3943     | 49.96    | 3950  | 50.04 |

## Сусідні гміни
Гміна Мронгово межує з такими гмінами: Кентшин, Міколайкі, Мронгово, Пецкі, Решель, Рин, Сорквіти.